# Fontaine de vigilance
La fontaine de vigilance (Wachsamkeitsbrunnen) est une fontaine classée située sur la Schlesingerplatz dans le quartier Josefstadt de Vienne.

## Histoire
La fontaine de vigilance a été construite en 1779 par Johann Martin Fischer aux frais du gouvernement de l'État de Basse-Autriche. En 1937, la fontaine fut déplacée sur la Schlesingerplatz.
Depuis 2004, la Fontaine de Vigilance bénéficie d'un éclairage nocturne.

## Représentation
Une figure féminine en métal représentante la déesse de la Vigilance avec une lampe à huile comme symbole de vigilance dans sa main droite et un parchemin dans sa main gauche. Une grue comme symbole de soin est à ses pieds sur un pilier en pierre avec des têtes de lion. Les gargouilles et deux vasques de fontaine semi-circulaires à l'avant et à l'arrière représentent la vigilance.

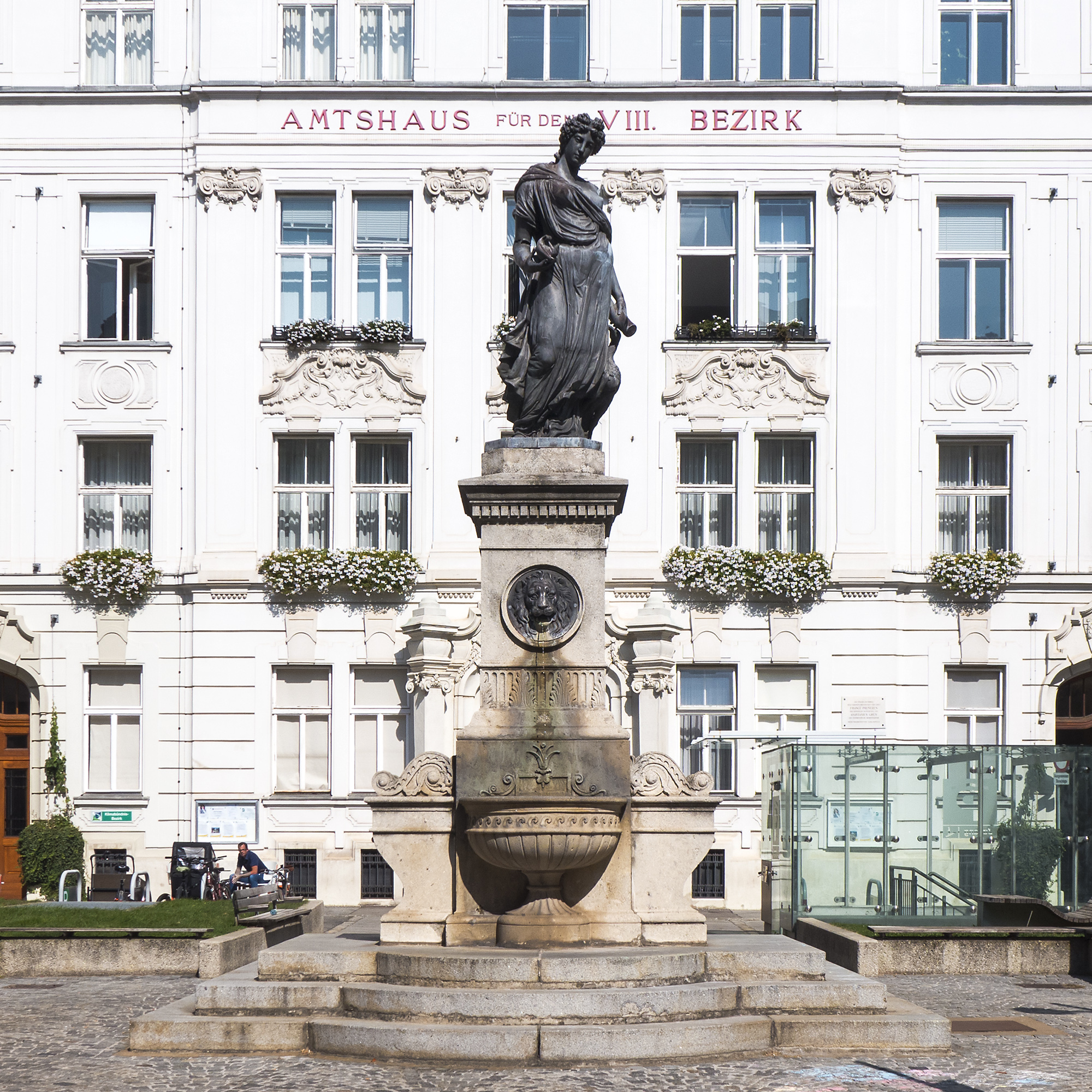
La fontaine de vigilance sur la Schlesingerplatz
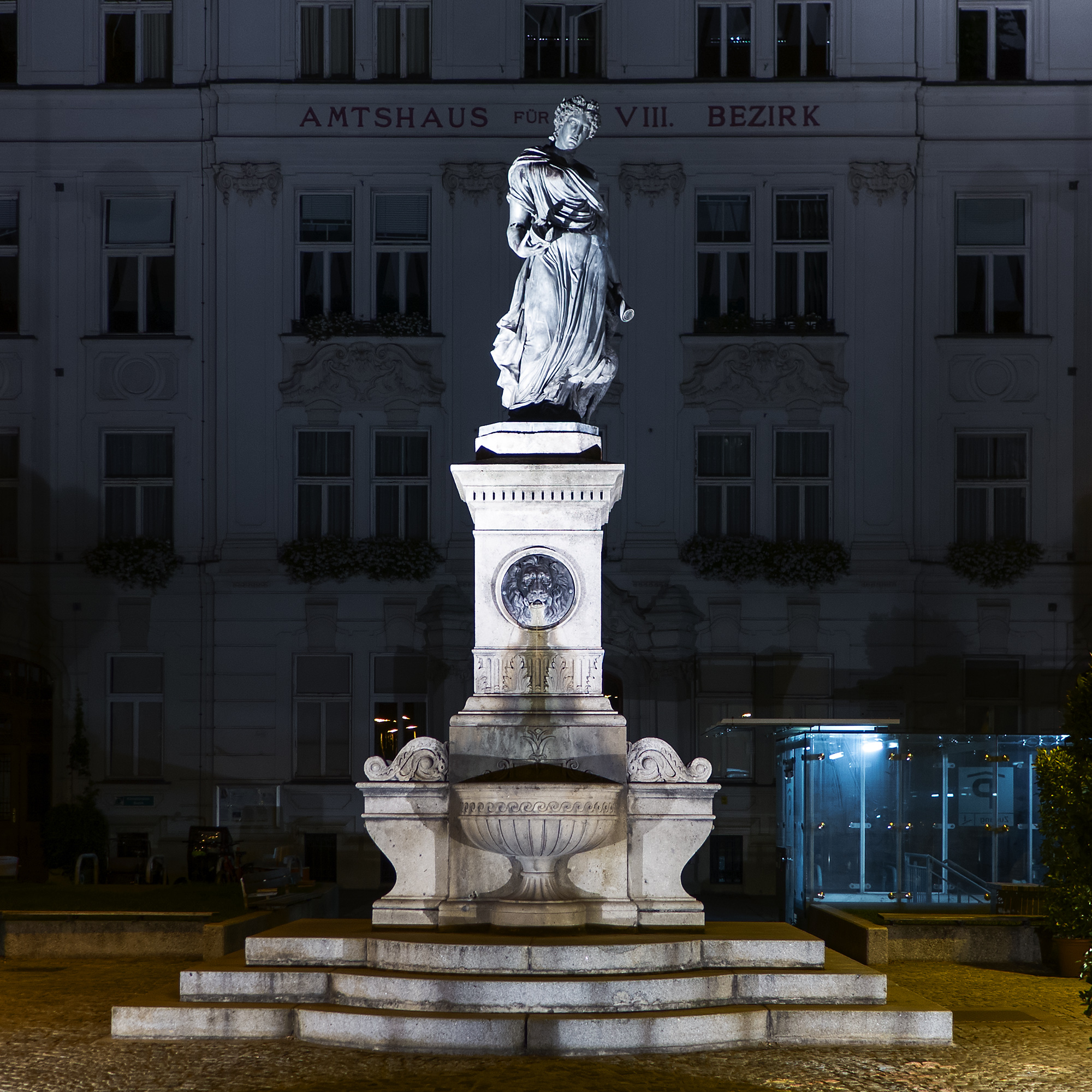
La fontaine la nuit